# Gargara proxima
Gargara proxima är en insektsart som beskrevs av Peláez 1935. Gargara proxima ingår i släktet Gargara och familjen hornstritar. Inga underarter finns listade i Catalogue of Life.